# Cormac mac Airt
Cormac mac Airt (Hijo de Art), también conocido como Cormac ua Cuinn (nieto de Conn) o Cormac Ulfada (barba larga), fue, según leyenda irlandesa medieval y tradición histórica, un Rey Supremo de Irlanda. Es probablemente el más famoso de los reyes antiguos, y pudo haber sido una figura histórica auténtica, a pesar de que muchas leyendas se han relacionado con él, y su reinado se data desde el siglo II hasta el siglo IV. Se dice que gobernó desde Tara, la sede real de Irlanda, durante cuarenta años, y bajo su gobierno Tara floreció. Fue famoso por sus sabios, honestos y generosos juicios.
Se supone que el héroe Fionn mac Cumhaill vivió en época de Cormac, y la mayoría de las historias del ciclo Feniano tienen lugar durante su reinado.

## Nacimiento e infancia
El padre de Cormac fue el rey Supremo Art mac Cuinn. Su madre era Achtan, hija de Olc Acha, un herrero (o druida) de Connacht. Cormac Tuvo un hermano más joven, Alastir. 
Según la saga "La Batalla de Mag Mucrama", Olc dio hospitalidad a Art la noche anterior a la Batalla de Maigh Mucruimhe. Se había profetizado que una gran dignidad vendría de la línea de Olc, así que ofreció al rey supremo a su hija, y Cormac fue concebido (Geoffrey Keating dice que Achtan era la amante oficial de Art).
La historia dice que Achtan tuvo una visión cuando dormía junto a Art. Se vio a sí misma con su cabeza cortada y un gran árbol creciendo de su cuello. Sus ramas se extendían por toda Irlanda, hasta que el mar subió y lo arrasó. Otro árbol creció de las raíces del primero, pero el viento lo tiró abajo. En aquel momento, despertó y le contó a Art lo que había visto. Art explicó que la cabeza de cada mujer es su marido, y que perdería a su marido en batalla al día siguiente. El primer árbol era su hijo, que sería rey de toda Irlanda, y que el mar que lo arrasaba era una espina de pescado con la que se atragantaría y moriría. El segundo árbol sería su hijo, Cairbre Lifechair, que sería rey después de él, y el viento sería una batalla contra los fianna, en la que moriría. Al día siguiente, Art fue vencido y muerto por su sobrino Lugaid mac Con, que se convertiría en el nuevo rey.
Cormac fue criado por una loba y sus cachorros, y vivió en las cuevas de Kesh (Keash, Co. Sligo), pero un cazador le encontró y le trajo a casa de su madre. Achtan le llevó entonces a Fiachrae Cassán, que había sido padre adoptivo de Art. En el camino fueron atacados por lobos, pero los caballos salvajes les protegieron.

## Ascenso al poder
A la edad de treinta años, armado con la espada de su padre, Cormac llegó a Tara, donde se encontró con un mayordomo consolando a una mujer. El mayordomo explicó que el Rey había confiscado sus ovejas porque habían esquilmado los pastos de la reina. Cormac declaró, "Más apropiado sería una esquila por la otra", porque tanto el pasto como los vellones crecerían de nuevo. Cuando Lugaid oyó esto,  concedió que el juicio de Cormac era superior al suyo y abdicó del trono. Otras tradiciones dicen que Cormac expulsó a Lugaid por la fuerza, o que dejó Tara porque su druidas profetizaron que no viviría otros seis meses si se quedaba. En todas las versiones él acudía a sus parientes de Munster, donde el poeta Ferches mac Commain le mató con una lanza.
Pero Cormac fue incapaz de reclamar el Gran Trono, ya que el rey del Ulaid, Fergus Dubdétach, le expulsó a Connacht, y se hizo con el poder. Se dirigió entonces a Tadg mac Céin, un noble local cuyo padre había sido asesinado por Fergus, prometiéndole tanta tierra en la llanura de Brega como pudiera recorrer con su carro si le ayudaba a reclamar el trono. Tadg Le aconsejó recluta al hermano de su abuelo Lugaid Láma. Cormac le buscó fuera, y cuando le encontró en una cabaña de caza, le hirió en la espalda con una lanza. Lugaid reveló que había sido él quién había matado al padre de Cormac en la Batalla de Maigh Mucruimhe, y Cormac reclamó, como precio por la vida de Art, que Lugaid le entregara la cabeza de Fergus.
Habiendo reclutado a Tadg y Lugaid, Cormac marchó contra Fergus, y dio comienzo la Batalla de Crinna. Tadg dirigió la batalla, manteniendo a Cormac fuera de la acción en retaguardia. Lugaid tomó la cabeza del hermano de Fergus, Fergus Foltlebair, y se la entregó al asistente de Cormac, que le dijo que no era la cabeza del rey de Úlster. Entonces tomó la cabeza del otro hermano de Fergus, Fergus Caisfhiachlach, pero otra vez el asistente la rechazó. Finalmente mató a Fergus Dubdétach, y cuando el ayudante de Cormac confirmó que era el hombre correcto, Lugaid le mató y se desmayó agotado y por la pérdida de sangre.
Tadg derrotó al ejército de Fergus, y ordenó a su conductor que hiciera un circuito por la llanura de Brega que incluyera Tara. Estaba gravemente herido, y se desvaneció. Cuando despertó,  pregunte al conductor si ya había conducido alrededor de Tara. Cuando le contestó que no, Tadg le mató, pero antes de que pudiera completar el circuito, Cormac llegó hasta él y envió médicos a tratar sus heridas - tratamiento qué tomó un año entero. Cormac tomó el trono, y Tadg gobernó amplias extensiones de tierra en la mitad del norte de Irlanda.

## Familia
Según la saga "La Melodía de la Casa de Buchet", Cormac se casó con Eithne Táebfada, hija de Cathair Mór e hija adoptiva de Buchet, un rico propietario de Leinster cuya hospitalidad era tan explotada que estaba reducido a pobreza. Aun así, en otras tradiciones Eithne es la mujer del abuelo de Cormac Conn Cétchathach. Keating dice que la hija adoptiva de Buchet con la que se casó Cormac era otra Eithne, Eithne Ollamda, hija de Dúnlaing, rey de Leinster. También según Keating, Cormac tomó una segunda mujer, Ciarnait, hija del rey de los Cruthin, pero Eithne, celosa de su belleza, la forzó a moler nueve medidas de grano todos los días. Cormac la liberó de este trabajo construyendo un molino.
Se acreditan tres hijos para Cormac, Dáire, Cellach y Cairbre Lifechair, y diez hijas. Dos de sus hijas, Gráinne y Aillbe, se casaron con el héroe Fionn mac Cumhaill. En la historia "La persecución de Diarmuid y Gráinne", Gráinne fue prometida a Fionn, pero en cambio huyó con un joven guerrero de los fianna, Diarmuid Ua Duibhne. Diarmuid y Fionn se reconciliaron, aunque Fionn más tarde ideó un plan para dar muerte a Diarmuid durante una cacería de jabalíes,pero avergonzado por su hijo Oisín y compensó a Gráinne. Fionn y Gráinne se casaron, y Gráinne persuadió sus hijos no para hacer guerra contra Fionn.

## Reinado
El reinado de Cormac se relata con algún detalle en los anales irlandeses. Luchó muchas batallas, sometiendo a los Ulaid y a los Connacht y dirigiendo una campaña larga contra Munster. En el decimocuarto año de su reinado se dice que navegó a Gran Bretaña e hizo conquistas allí. En el decimoquinto, treinta doncellas fueron masacradas en Tara por Dúnlaing, rey de Leinster, por lo que Cormac tuvo que ejecutar a doce príncipes de Leinster. En otros textos se dice que fue temporalmente depuesto dos veces por los Ulaid, y que desapareció durante cuatro meses. Se dice también que compiló el Salterio de Tara, un libro que contiene las crónicas de historia irlandesa, las leyes referentes a los alquileres y deberes que los reyes debían recibir de sus súbditos, y registra las fronteras de Irlanda.
A pesar de que es normalmente recordado como gobernante sensato y justo, una historia le presenta con una luz menos halagüeña. Habiendo distribuido todo el ganado que había recibido como tributo de las provincias, Cormac se encontró sin ganado para mantener su propia casa después de que una peste azotara sus rebaños. Un mayordomo le persuadió para tratar Munster como dos provincias, la más meridional de las cuales nunca había pagado impuestos. Envió mensajeros para reclamar el pago, pero Fiachu Muillethan, el rey del sur Munster, lo rechazó, y Cormac se preparó para la guerra. Sus propios druidas, que nunca le aconsejaban mal, previeron un desastre, pero les ignoró, prefiriendo escuchar a cinco druidas del sidhe suministrados por su hada amante, Báirinn.
Cormac marchó a Munster y acampó en Druim Dámhgaire (Knocklong, Condado Limerick). La magia de sus nuevos druidas hizo el campamento impenetrable y sus guerreros imbatibles, secó todas las fuentes de los hombres de Munster, y casi sometió a Fiacha. Pero Fiacha, desesperado, se volvió al gran druida de Munster, Mug Ruith en busca de ayuda y su magia fue demasiado fuerte incluso para los druidas de Cormac. Restauró el agua y conjuró perros mágicos que destruyeron a los druidas de las hadas. Su aliento creó tormentas y volvió de piedra a los hombres. Cormac fue expulsado de Munster y obligado a buscar un acuerdo.
Cormac poseía una maravillosa taza de oro, entregada a él por Manannan mac Lir en la Tierra de los Vivos. Si tres mentiras se decían sobre ella, se rompería en tres; tres verdades lo recompondrían. Cormac Utilizó esta taza durante su reinado para distinguir la mentira de la verdad. A su muerte, la taza desapareció, como Manannan había predicho.
El texto del siglo VIII La Expulsión de los Déisi describe la enemistad entre Cormac y el grupo conocido como Déisi, descendientes del bisabuelo de Cormac Fedlimid Rechtmar que habían sido sus seguidores. El hijo de Cormac, Cellach (o Conn) secuestró a Forach, la hija de un líder de los Déisi. Su tío Óengus Gaíbúaibthech llegó para rescatarla, pero Cellach se negó a liberarle. Óengus persiguió a Cellach con su "lanza de pavor", con tres cadenas sujetas; estas cadenas hirieron a uno de los consejeros de Cormac y cegaron a Cormac en un ojo. Cormac luchó siete batallas contra los Déisi, y les expulsó de sus tierras. Después de un periodo de vagabundeo,  se asentaron en Munster. Cormac, habiendo perdido un ojo, se dirigió a Tech Cletig en el cerro de Achall, ya que iba contra la ley que un rey desfigurado se sentara en Tara. Sus deberes como rey fueron asumidos por su hijo Cairbre Lifechair.

## Muerte
Tras gobernar para cuarenta años Cormac se asfixió con un hueso de salmón. Algunas versiones culpan de esto a una maldición lanzada por un druida porque Cormac se había convertido al cristianismo. Algunas versiones del Lebor Gabála Érenn sincronizan su reinado con aquel del emperador Romano Marcus Aurelius (161–180). Keating data su reinado en 204–244; los Anales de los Cuatro Maestros a 226–266. Una entrada en los Anales de Ulster fechas su muerte en 366. Fue sucedido por Eochaid Gonnat.